# Marat Abijew
Marat Żaksyłykowicz Abijew (ros. Марат Жаксылыкович Абиев; ur. 6 września 1989 w Kandygasz) – kazachski przedsiębiorca oraz autor książki Kazakstandyk arman (tłum. kazachstańskie marzenie), w której udowadnia, że założenie i prowadzenie firmy w Kazachstanie jest możliwe „bez specjalnych znajomości, bogatych rodziców czy łamania prawa”. Według magazynu Forbes, jego majątek w 2013 wynosił 11 milionów dolarów, a w 2014 roku już 18 milionów.

## Życiorys
Urodził się 6 września 1989 roku w Kandygasz. Jego ojciec Żaksyłyk Abijew, był inżynierem w firmach naftowych w Kazachstanie. Matka Tamara Abijewa, pracowała jako wykładowca na uniwersytecie. Podczas rosyjskiego kryzysu finansowego w 1998 roku rodzina przeprowadziła się do Aktobe. Tam Marat Abijew chodził do szkoły średniej, a następnie do technikum, które ukończył w 2009 roku z dyplomem w zakresie automatyzacji systemów dla procesów informacyjnych i zarządzania.
W 2002 roku Marat Abijew zaczął pracować w network marketingu. Dwa lata później założył swoją pierwszą firmę AAA Technology, która zajmowała się wsparciem technicznym zewnętrznych firm w zakresie komputerów. W 2007 z inicjatywy młodego przedsiębiorcy powstały dwie kolejne firmy: W zajmująca się tworzeniem stron internetowych oraz IT-outsourcing, która miała świadczyć usługi outsourcingowe związane z technologią informacyjną.
W 2009 roku Marat Abijew utworzył spółkę partnerką euromobile Kazachstan. Głównym celem firmy było świadczenie monitoringu satelitarnego pojazdów. W 2011 roku powstała spółka partnerska KSP Steel Trading House, mająca za cel zwiększenie wolumenu sprzedaży KSP Steel, które było jedynym producentem stalowych rur bez szwu dla firm działających w przemyśle naftowym oraz gazowym w Kazachstanie. Dzięki działalności KSP Steel Trading House, prawie 80% krajowych firm związanych z wydobyciem surowców naturalnych, zaczęło zaopatrywać się w rury produkowane przez firmę Marata Abijewa. Wcześniej, większość tego typu produktów była importowana z zagranicy.
W 2012 roku utworzył Stowarzyszenie Producentów Kazachstanu.
14 października 2014 roku został mianowany na wicedyrektora Wydziału Zamówień Publicznych Krajowej Izby Przedsiębiorców Kazachstanu.